# Väse
Pour les articles homonymes, voir Vase.
Väse est une localité suédoise située dans la commune de Karlstad dans le comté de Värmland.
En 2015, Väse était peuplée de 519 habitants.